# Phytoliriomyza viciae
Phytoliriomyza viciae är en tvåvingeart som beskrevs av Spencer 1969. Phytoliriomyza viciae ingår i släktet Phytoliriomyza och familjen minerarflugor. Inga underarter finns listade i Catalogue of Life.